# Zubeneschamali
Beta Librae (Zubeneschamali, β Lib) – najjaśniejsza gwiazda w gwiazdozbiorze Wagi, odległa od Słońca o około 185 lat świetlnych.

## Nazwa
Tradycyjna nazwa gwiazdy, Zubeneschamali, wywodzi się od arabskiego ‏لزُبَانَى الشَمَالِي‎ al-zubānā al-šamāliyy, co oznacza „północne szczypce” (Skorpiona), jako że była ona traktowana dawniej jako część gwiazdozbioru Skorpiona. Nazwa ta jest tłumaczeniem określenia stgr. Χηλή βόρειος, pochodzącego z Almagestu Ptolemeusza. Współczesnemu przypisaniu do gwiazdozbiorowi Wagi lepiej odpowiada arabsko–łacińska nazwa Kiffa borealis, „szala północna” (Wagi); nazwa pochodzi od arab. ‏الكفة‎ al-kiffa. Międzynarodowa Unia Astronomiczna w 2016 roku formalnie zatwierdziła użycie nazwy Zubeneschamali dla określenia tej gwiazdy.

## Charakterystyka obserwacyjna
Jest to najjaśniejsza gwiazda konstelacji, jej obserwowana wielkość gwiazdowa to 2,61m, zaś wielkość absolutna jest równa −1,16m. Według części obserwatorów, oglądana przez lornetkę lub teleskop ma niezwykły, zielonkawy odcień, choć według innych jest po prostu biała.

## Charakterystyka fizyczna
Jest to gwiazda ciągu głównego, należy do typu widmowego B8. Jej temperatura to około 12 000 K, a jasność jest 160 razy większa niż jasność Słońca. Gwiazda obraca się wokół osi około sto razy szybciej niż Słońce.